# Sthelota
Sthelota är ett släkte av spindlar. Sthelota ingår i familjen täckvävarspindlar.
Kladogram enligt Catalogue of Life:
| Sthelota | \| \| Sthelota albonotata \| \| \| \| \| \| Sthelota sana \| \| \| \| |
|          | \| \| Sthelota albonotata \| \| \| \| \| \| Sthelota sana \| \| \| \| |
|          | Sthelota albonotata                                                   |
|          |                                                                       |
|          | Sthelota sana                                                         |
|          |                                                                       |